# Moanha
Moanha (Moaña) é um município da Espanha na província de Ponte Vedra, comunidade autónoma da Galiza. Tem 31,5 km² de área e em 2021 tinha 19 496 habitantes (densidade: 618,9 hab./km²). Moaña é geminada com a freguesia portuguesa de Pedroso de Vila Nova de Gaia.

## Demografia
| Variação demográfica do município entre 1991 e 2004 | Variação demográfica do município entre 1991 e 2004 | Variação demográfica do município entre 1991 e 2004 | Variação demográfica do município entre 1991 e 2004 |
| --------------------------------------------------- | --------------------------------------------------- | --------------------------------------------------- | --------------------------------------------------- |
| 1991                                                | 1996                                                | 2001                                                | 2004                                                |
| 17453                                               | 17687                                               | 17887                                               | 18396                                               |